# Most effective player
Most effective player (MEP)  är ett sätt att ranka och mäta spelares prestationer i handboll. Det används av HerrElit Handboll, en intresseorganisation för föreningarna i elitserien. Rankingen har funnits sen säsongen 1999/2000. Man får olika poäng, både plus och minus, för de prestationer som görs på planen. Nackdelen med systemet är att det (bland utespelare) prioriterar offensiva spelare och inte i samma utsträckning tar hänsyn till en duktig försvarsspelare.

## Målvakter
Det som bedöms för en målvakt är
- Insläppta mål
- Assist
- Mål
- Erövrade bollar
- Missade passningar
- Regelfel
- Utvisningar

## Utespelare
Det som bedöms för en utespelare är
- Gjorda mål
- Assist
- Tilldömda straffkast
- Orsakade straffkast
- Erövrade bollar
- Missade passningar
- Tappade bollar
- Regelfel
- Utvisningar